# Wijnbouw in Canada

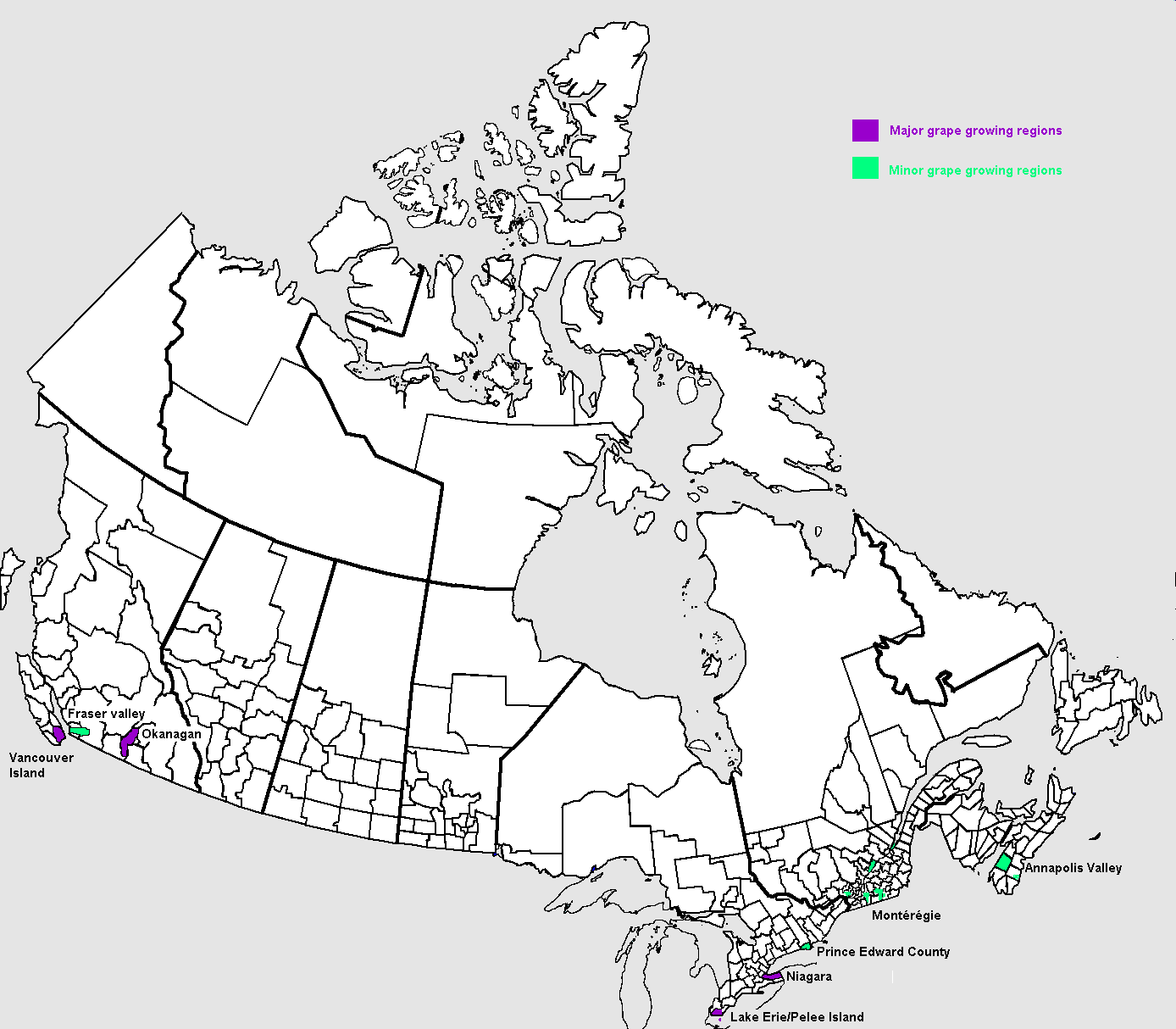
De Canadese wijnregio's

Wijnbouw in Canada vindt plaats langs de zuidelijke staatsgrens in de provincies Brits-Columbia, Ontario en op kleinere schaal in Quebec en Nova Scotia. Het haalt een maximale jaarproductie van ongeveer 1 miljoen hectoliter en is daarmee een klein wijnland.
De wijngaarden liggen op dezelfde breedtegraden als Noordelijk Italië en Luxemburg. Hoewel de zomers warm zijn, zijn de winters vanwege polaire invloeden vrij streng. De microklimaten zijn voor de individuele wijnbouwgebieden divers.
De iets noordelijker gelegen gebieden zijn doorgaans beplant met hybride-druiven omdat deze beter bestand zijn tegen koude. Hiermee wordt de wijn wel wat minder van kwaliteit.
De wijnbouw in Canada wordt gesteund door het CCOVI-instituut.

## Geschiedenis
Hoewel Canada als een zeer jong wijnland gezien kan worden, kent men de wijnstok al 200 jaar. Kleinschalig zijn er Europese druiven-variëteiten van de Vitis vinifera aangeplant en net als in de Verenigde Staten liep men tegen dezelfde problemen op. De inheemse Amerikaanse druif en hybride-variëteiten verdrongen deze grotendeels.
De wijnbouw heeft hier pas in de jaren 80 van de vorige eeuw haar echte start gemaakt. In tegenstelling tot andere wijnlanden is men hier vrijwel direct tot het maken van kwaliteitswijn gekomen. Mondiale kennis van de oenologie was hier debet aan. Ernstige druivenziekten heeft men hier min of meer “gemist”, de succesvolle druivenrassen waren inmiddels bekend en moderne vinificatie-technieken al ontwikkeld.

## West-Canada
In Brits-Columbia worden voornamelijk droge wijnen gemaakt en in mindere mate Icewine.
- Okanagan-valley - Ligt 350 kilometer oostelijk van Vancouver. Het gebied strekt zich uit even ten noorden van de stad Vernon tot aan de grens met de Verenigde Staten. Het is het grootst producerende wijnbouwgebied in deze provincie.
- Naramata Bench - De gebieden naast het Okanaganmeer.
- Similkameen-valley - Ten zuidwesten van de Okanagan-valley.

Kenmerkend voor deze drie gebieden zijn de hete, droge zomers met een lage luchtvochtigheid. In het zuiden is zelfs al sprake van woestijnvorming. Terwijl in de noordelijke regionen vooral witte druiven aangeplant zijn, staan er in het zuiden merendeel blauwe druiven.

En verder,
- Fraser Rivervalley - Ten westen van Similkameen-valley en direct ten oosten van Vancouver. In dit landbouwgebied vindt beperkt wijnbouw plaats.
- Vancouver Island - Het eiland ten westen van Vancouver in de Grote Oceaan. Op het zuidelijk deel in de Cowichan Valley en bij Duncan.
- Gulf Islands - Gelegen in de Straat van Georgia tussen het grote Vancouver-Island en het vasteland.

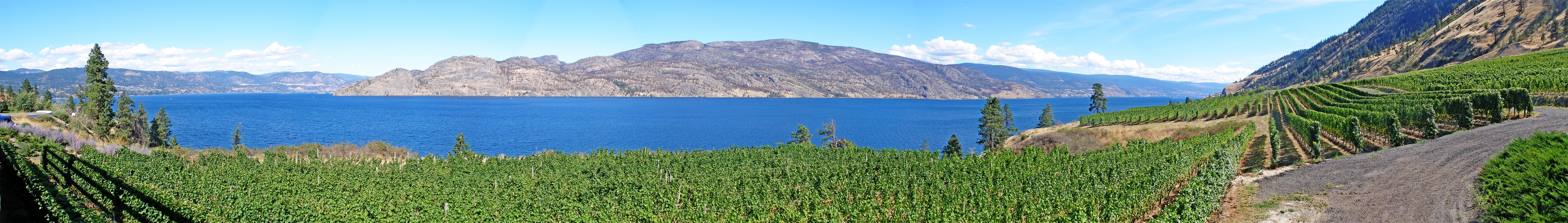
Wijngaarden aan het Okanaganmeer

## Oost-Canada

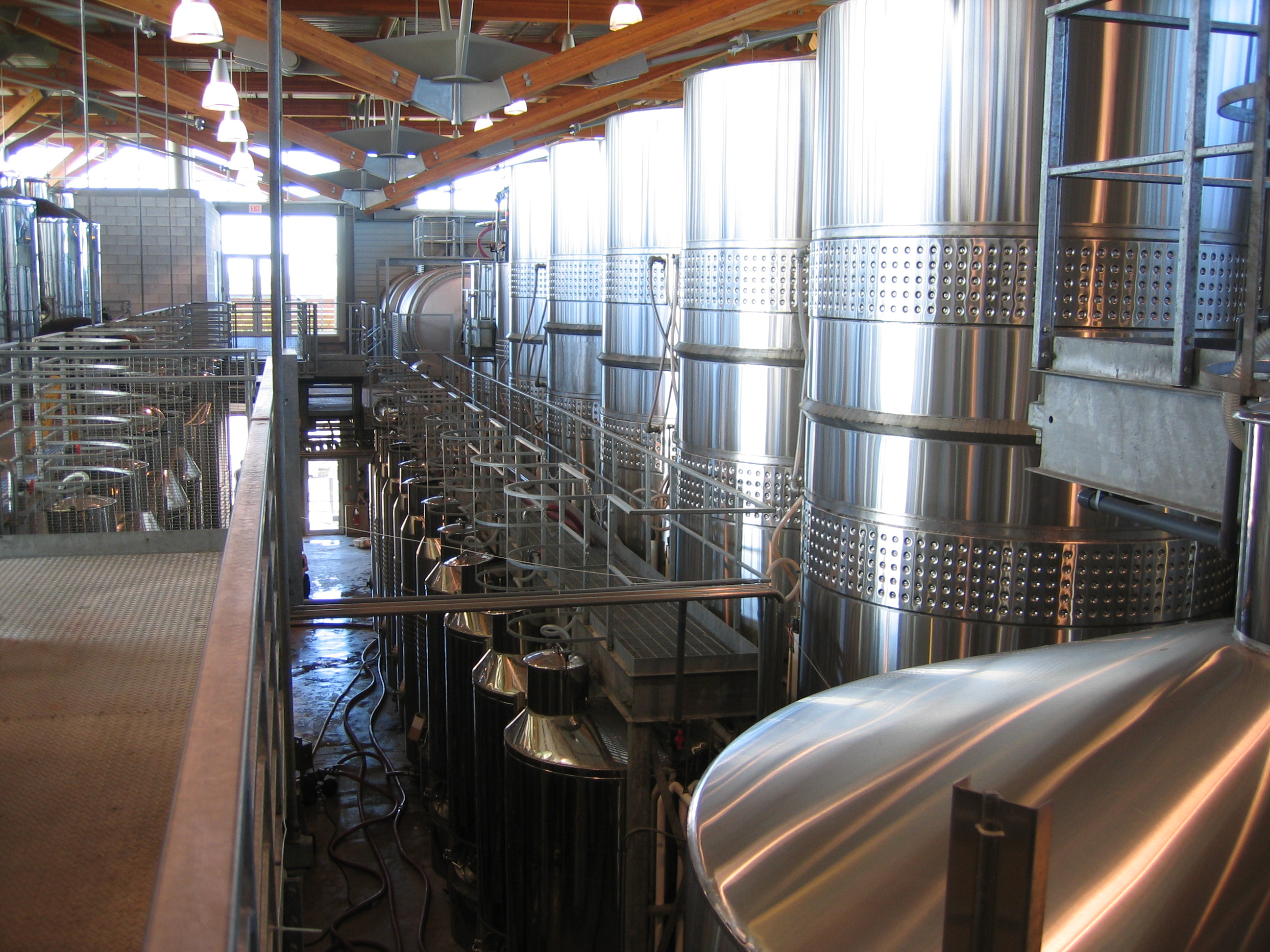
Een moderne wijnfabriek in Ontario

Ontario is het belangrijkste wijnbouwgebied van Canada. 80% van de wijn komt hiervandaan. Het ligt het meest zuidelijk van het land en daarmee op gelijke hoogte als Frankrijk. Vanwege de polaire invloeden duren de winters hier echter langer waardoor het groeiseizoen korter is. Het microklimaat wordt bepaald door de meren Lake Erie en Lake Ontario. Deze watermassa’s temperen de invloed van de polaire winters.
Er worden vooral inheemse druivenrassen aangeplant, met name de Vidal Blanc ten behoeve van icewine. Riesling wordt overigens ook al jaren gebruikt voor icewine.
- Niagara-peninsula - Dit is het meest noordelijke gebied, tussen de twee grote meren in, met name rondom Niagara-on-the-Lake nabij de watervallen.
- Lake Erie North Shore - Dit ligt zuidwestelijker langs de noordrand van het Erie-meer.
- Pelee Island - Dit eiland ligt in het Erie-meer en is daarmee het meest zuidelijk gelegen wijnbouwgebied van Canada.
- Prince Edward County - 200 kilometer ten oosten van Toronto, aan de noordzijde van het Ontariomeer ligt het het meest recent aangewezen herkomstgebied.

Quebec - In deze Franstalige provincie liggen de twee wijngebieden l’Estrie en Montérégie. Naast de Gamay Noir en Riesling worden er ook hybride variëteiten gebruikt.
Nova Scotia - Ligt op de 44e breedtegraad. De langs de westkust gelegen Annapolis-valley geeft voldoende beschutting om wijnbouw mogelijk te maken. Men verbouwt hier voornamelijk hybride druivenrassen. Er komen ook Icewines vandaan.

## Product en kwaliteit
In de beginjaren van de moderne wijnbouw was de productie vooral voor eigen markt. Pas later is men mondjesmaat gaan exporteren naar de Verenigde Staten. De export naar Europa is nog in volle ontwikkeling.
Canada kent geen officieel classificatie-systeem dat door de overheid is vastgesteld. De wijnbouw wordt ook niet actief gestimuleerd. Wel is er de VQA, de Vintners Quality Alliance die richtlijnen opstelt, maar geen verplichting is. De bedoeling is wel een landelijk systeem op te zetten.
Buiten de landsgrenzen is de Canadese Icewine een vermaard product. Deze wijnen komen merendeel uit het oostelijke Canada. Het groeiseizoen is in de zomermaanden gunstig. In de winter heeft men vaak te maken met vrij plotseling opkomende koude poollucht. Vandaar de bevroren druiven bedoeld voor Icewine. De meeste worden gemaakt van de witte hybride-druif Vidal blanc en de edele Vitis Vinifera Riesling. Op internationale wijnconcoursen worden vaak grote prijzen gewonnen.
Algemeen worden de volgende druiven verbouwd,
Chardonnay, Riesling en Vidal blanc voor de witte wijnen. Als hybride variëteit treft men ook de Seyval Blanc aan.
Voor de rode wijnen zijn er: Cabernet Franc, Pinot Noir, Merlot, Gamay Noir en Ortega en daarnaast de blauwe hybride Baco Noir. De inheemse soorten zijn variëteiten van Vitis labrusca en Vitis riparia.

## Herkomstbenaming
De VQA kent twee categorieën voor kwaliteitswijn.

### Provincial Designation
In deze categorie staat dat de gebruikte druiven op de VQA-lijst moeten staan en voor 100% uit een bepaald omschreven gebied moeten komen. Verder zijn er nog een aantal eisen zoals minimaal suikergehalte van de druiven.

### Viticultural Areas
In deze categorie wordt er meer nadruk gelegd op de herkomstbenaming. Hier gaat het om de volgende gebieden:
Brits-Columbia
- Vancouver Island
- Gulf Islands
- Fraser Valley
- Okanagan Valley
- Similkameen Valley
- Naramata Bench

Ontario
- Niagara Peninsula
- Lake Erie North Shore
- Pelee Island
- Prince Edward County

Deze gebieden staan dan ook als zodanig op het etiket vermeld. Staat er op het etiket “Estate bottled”, dan mag de wijn alleen gemaakt zijn van de druiven uit de wijngaard van het betreffende wijnbedrijf. Soms kan lokaal besloten worden de wijn van uitsluitend Vitis vinifera druivenrassen te maken. Aan de zogenaamde “Late harvest” en “Icewine” worden nog meer eisen gesteld.